# Kim Sung-joo
Kim Sung-joo (coréen : 김성주) est un animateur de télévision et animateur de radio sud-coréen né le 10 octobre 1972  à Cheongju. Il est un ancien animateur radio de MBC.

## Début
Kim Sung-joo a fait ses études à Sekwang Middle School, au lycée Chungsuk. Il est entré à l'université de Chung-Ang en se spécialisant dans la science politique et dans le journalisme.

## Carrière
En 1997, il rejoint le programme sportif, SBS ESPN depuis le début de l'activité de la chaîne, MBC. De 2009 à 2012, il présente le télé-crochet musical, Superstar K.

## Émissions
- 2002 : MBC Newsdesk (MBC 뉴스데스크)
- 2002 : 2002 FIFA World Cup
- 2000 à 2003 : MBC Sports News (MBC 스포츠 뉴스)
- 2000 à 2005 : Focus topic live (생방송 화제집중)
- 2006 : 2006 Asian Games
- 2006 : 2006 FIFA World Cup
- 2006 à 2007 : Golden Fishery (황금어장)
- 2008 à 2009 : Gay hero (명랑히어로)
- Du 24 juillet au 9 octobre 2009 : Présentateur de Superstar K (saison 1)
- Du 23 juillet au 22 octobre 2010 : Présentateur de Superstar K (saison 2)
- 2010 à 2011 : Enjoy today (pendant la recherche de recrutement)
- Du 12 août au 11 novembre 2011 : Présentateur de Superstar K (saison 3)
- 2012 : 2012 Summer Olympics
- Du 17 août au 23 novembre 2012 : Présentateur de Superstar K (saison 4)
- 2013 : Dad! Where are you going? (아빠! 어디가)

## Filmographie
- 2009 : National
- 2011 : Marrying the Mafia IV

## Récompenses
- 2004 : MBC Drama Awards
- 2005 : MBC Drama Awards
- 2006 : 7th Republic of Korea Image War
- 2006 : MBC Broadcast Entertainment Awards